# SPRINT-Studie
Die DSB-SPRINT-Studie 2006 ist eine Untersuchung zur Situation des Schulsports in Deutschland, die im Auftrag der Deutschen Sportjugend (dsj) als Mitglied des Deutschen Sportbundes (DSB) entstanden ist.
Mit der SPRINT-Studie wurde eine erste große Studie zum Schulsport in Deutschland vorgelegt. Sie steht als nationale Studie neben den internationalen Schulstudien wie PISA und TIMSS.

## Beteiligte Forschergruppen
- Wolf-Dietrich Brettschneider: Universität Paderborn (Gesamtleitung)
- Robert Prohl: Universität Frankfurt
- Christoph Breuer, Volker Rittner: Deutsche Sporthochschule Köln
- Rüdiger Heim: Universität Magdeburg
- Werner Schmidt: Universität Duisburg-Essen
- Helmut Altenberger: Universität Augsburg

## Ziel und Aufbau der Studie
Die Studie ist in Module aufgeteilt, die von unterschiedlichen Forschergruppen bearbeitet wurden. Untersuchte Aspekte sind:
- Lehrpläne und Lehrplanentwicklung im Fach Sport (in unterschiedlichen Bundesländern)
- Sportstättensituation
- empirische Erfassung des aktuellen Sportunterrichts aus Sicht von Schulleitung, Lehrkräften, Schülern und Eltern
- außerunterrichtlicher Schulsport

## Einige Ergebnisse / Handlungsempfehlungen
- Insgesamt zeigt sich ein deutlicher Forschungsbedarf.
- Die Anforderungen und Ansprüche der Richtlinien und Lehrpläne sind hoch und in den einzelnen Bundesländern divergent. (Bildungsföderalismus)
- Die Bildungspolitik ist aufgefordert, sich an der programmatischen Arbeit zu beteiligen und die dringend benötigte Forschung zu unterstützen.
- Investitionen in die Schulsportstätten sind vonnöten und dürfen nicht weiter auf die lange Bank geschoben werden. Besonders die Versorgung mit Schwimmsportstätten muss gesichert werden.
- Der von den Lehrplänen vorgesehene Umfang von Sportunterricht muss eingehalten werden.
- Der Anteil an fachfremd erteiltem Sportunterricht muss reduziert werden.
- Konzepte und Maßnahmen der Qualitätssicherung im Bereich des Schulsports müssen entwickelt werden.
- Die Stellung des Faches und die Bedeutung der Sportnoten muss gestärkt werden, damit diese nicht zur kosmetischen Beigabe degenerieren.
- Der außerschulische Sport kann und darf nicht als Ersatz für den schulischen Pflichtsport herangezogen werden.
- Gerade im Hinblick auf Ganztagsschulkonzeptionen kommt dem Schulsport eine besondere Bedeutung zu.